# On the Tendency of Species to form Varieties; and on the Perpetuation of Varieties and Species by Natural Means of Selection
On the Tendency of Species to form Varieties; and on the Perpetuation of Varieties and Species by Natural Means of Selection ("Sobre a tendência das espécies de formar variedades; e sobre a perpetuação das variedades e espécies através de meios naturais de seleção") é o título de uma apresentação conjunta de dois artigos científicos à Linnean Society de Londres, em 1 de julho de 1858; On The Tendency of Varieties to Depart Indefinitely from the Original Type ("Sobre a tendência das variedades de partir indefinidamente a partir do tipo original"), de Alfred Russel Wallace, e um "Trecho de uma obra não-publicada sobre as espécies" (Extract from an unpublished Work on Species), do Essay ("Ensaio") de Charles Darwin, de 1844, juntamente com Abstract of a Letter, carta enviada por Darwin a Asa Gray. Este foi o primeiro anúncio público da teoria da evolução de Darwin e Wallace; os artigos foram impressos em 20 de agosto do mesmo ano.
A apresentação dos artigos impulsionou Darwin a escrever um resumo condensado de seu "livro imenso" sobre a Seleção Natural; o resumo foi publicado em novembro de 1859 com o título de On the Origin of Species ("Sobre a origem das espécies").